# Ціппора
Ціппора, Сепфора — персонаж Біблії, дружина Мойсея, дочка Їтра (Реуела), жерця та вождя мідіян.

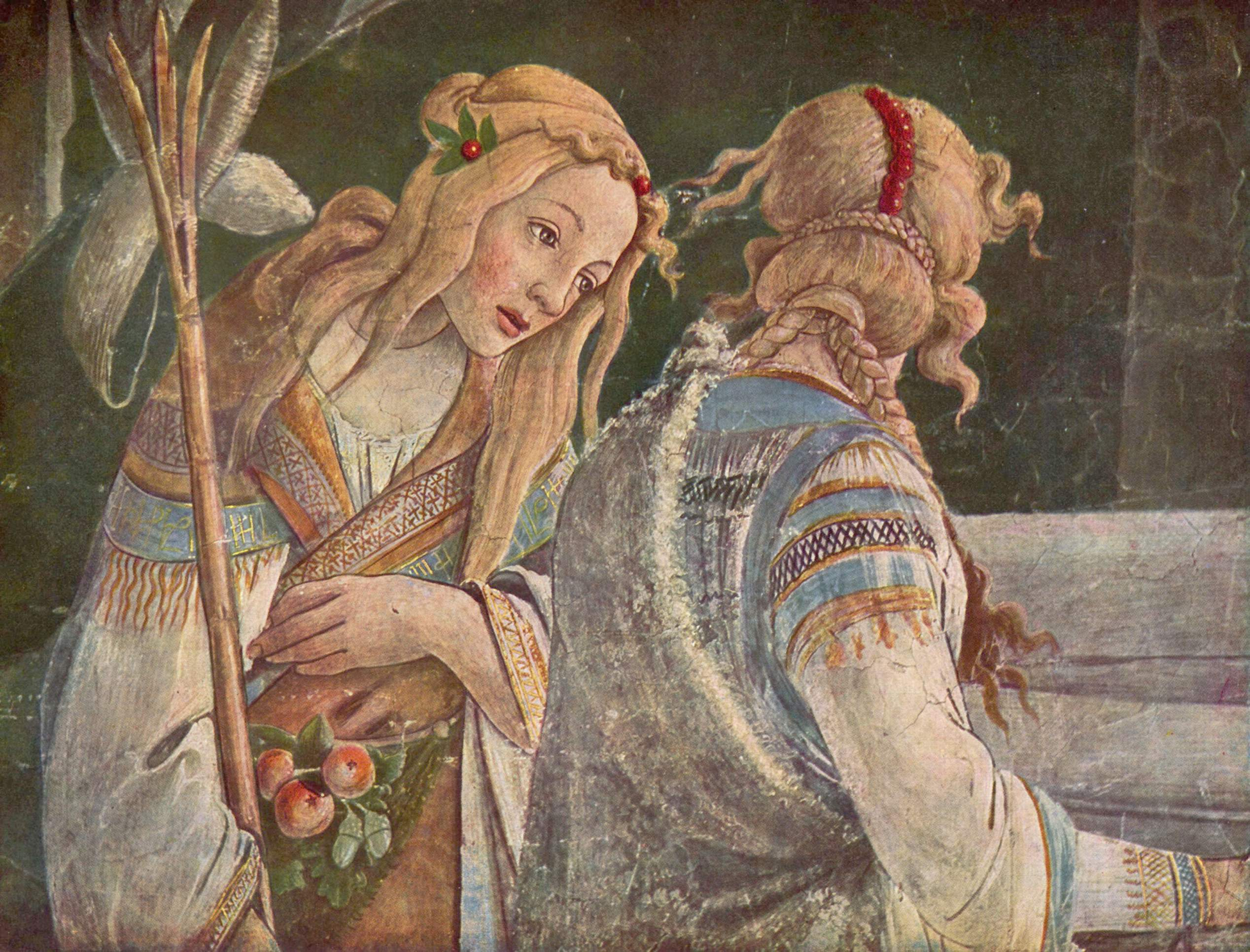
Ціпора, дочка Їтра (Сандро Ботічеллі, фрагмент фрески Сикстинської капели)

Мойсей убив єгипетського наглядача, який вдарив єврея, за що був засуджений фараоном до смерті. Мойсеєві довелося утікати з Єгипту в землю мідіянську (Вих. 2:15). Одного разу він сидів біля криниці, куди дочки Їтра привели батьківських овець. З'явилися інші пастухи й хотіли прогнати дівчат, щоб напоїти своє стадо першими. Мойсей допоміг дівчатам і напоїв їх стадо і став жити серед мідіян. Їтро видав за нього свою дочку Ціппору. Мойсей  мав з нею двох синів — Ґершома і Еліезера (Вих. 18:1-4). Після смерті єгипетського фараона Бог покликав Мойсея повернутися в Єгипет. Мойсей почав свій шлях до Єгипту, взявши з собою дружину і дітей. Один із синів його не був обрізаний та був у небезпеці: «І сталось у дорозі, на ночівлі, стрів його Господь і хотів убити. Взяла Ціппора гострого кременя та й обрізала крайню шкірку свого сина і приторкнулась нею до ніг його кажучи: Кров'ю окуплений жених ти мені. І Господь полишив його тому, що вона сказала кривавий жених, із-за обрізання. (Вих. 4:24-26)». Пізніше Мойсей відсилає Ціппору, щоб присвятити себе справі визволення народу. Після Виходу євреїв з Єгипту, Їтро зустрівся з Мойсеєм ще раз, привівши з собою Ціппору і синів Мойсея. Біля гори Синай під час цієї зустрічі Їтро радив Мойсеєві згідно з другою книгою П'ятикнижжя Мойсея поставити над народом непідкупних суддів (Вих. 18:19-24). Ще одна згадка про Ціппору знаходиться  в четвертій частині П'ятикнижжя Мойсея (Чис. 12:1-15), коли Міріам і Аарон дорікають Мойсею за те, що він взяв у дружини «кушитянку», тобто мешканку Куша, або Нубії. Книга Буття розглядає жителів Африки як нащадків Хама, сина Ноя. Самі мідіяни мали темну шкіру і називалися кушім — єврейським словом, що позначає темношкірих людей.